# Варфури (Дамбовица)
Варфури (рум. Vârfuri) насеље је у Румунији у округу Дамбовица у општини Варфури. Oпштина се налази на надморској висини од 512 m.

## Становништво
Према подацима из 2011. године у насељу је живело 2086 становника.